# Dodge Lancer

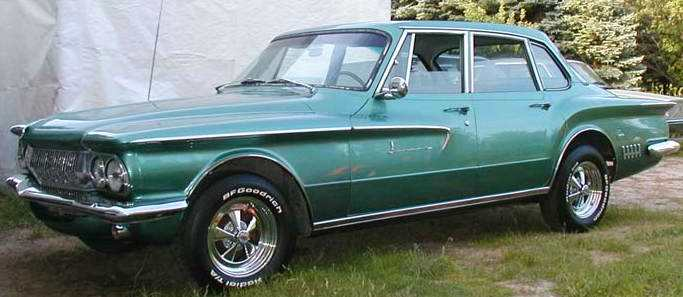
Dodge Lancer årsmodell 1962.

Dodge Lancer tillverkades ursprungligen mellan 1961 och 1962, men namnet har använts för andra bilmodeller senare. Dodge märkte att Chrysler/Plymouth Valiant V100/V200 sålde bra och bestämde sig för att sälja en egen modell. Detta är samma bil som Valiant med kosmetiska skillnader, andra baklampor, grill, bagagelucka och dörrar. Inredningarna är också olika.
Chryslers raka sexa kunde fås i 2,8 l eller 3,7 l, treväxlad manuell växellåda med golv- eller rattväxel eller trestegad A904 automat kunde fås. Namnet Lancer användes även som tilläggsnamn till modellen Custom Royal redan i mitten av femtiotalet men var aldrig någon egen modell förrän 1961.
Dodge Lancer är precis som Valiant baserad på Chryslers A-body, en självbärande kaross i kompakt format med amerikanska mått mätt.
"Lancer" är ett namn som japanska Mitsubishi senare tagit till sin sportbilsmodell 